# Salamandra gegant americana
La salamandra gegant americana (Cryptobranchus alleganiensis) és una espècie d'amfibi urodel de la família Cryptobranchidae pròpia de rius amb roques de l'est dels Estats Units d'Amèrica. Arriben a mesurar fins a 70 cm de llarg, inclosa la cua. És parent proper de la salamandra xinesa geganta (Andrias davidianus) i té una forma similar, amb potes curtes, un cap gran i una pell arrugada i relliscosa.
Aquestes salamandres viuen en els rius i rierols de llera ràpida, i passen el dia amagades sota les roques. A l'estiu, les femelles ponen cadenes d'ous en la riba del riu i el mascle els cuida fins que s'obren.